# 王立航空協会

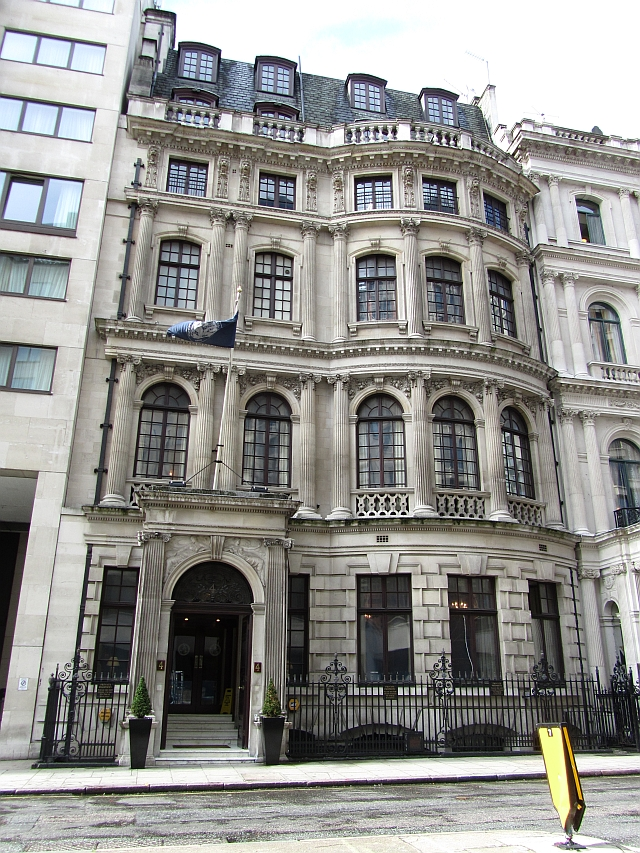
王立航空協会の本部

王立航空協会（おうりつこうくうきょうかい、英語：Royal Aeronautical Society、略称: RAeS）はイギリスの航空技術に関する学術団体、協会である。1866年に「イギリス航空協会」（The Aeronautical Society of Great Britain）として設立された世界最古の航空協会である。協会のフェローや会員には、それぞれ、FRAeS、CRAeS のポスト・ノミナル・レターズが付される。

## 歴史
1866年1月に「イギリス航空協会」の名前で設立された 。初期のメンバー、設立メンバーには、気球で高度記録を作った、ジェームズ・グレーシャー、有人飛行に関する先駆的な論文を書いた技術者、フランシス・ウェナム、第8代アーガイル公爵ジョージ・キャンベル、ゴム動力の羽ばたき機（オーニソプター）の模型を作ったフレデリック・ブレアリーらがいた。初年度65人の会員で発足した協会は3年目には106人まで会員を増やした。定期会報を出版し、1868年にはロンドンの水晶宮で大きな博覧会を開催し、ジョン・ストリングフェローの蒸気機関で動く三葉の模型飛行機の公開飛行を行った。1870年から1871年にはウェナムとブラウニング最初の風洞製作のスポンサーとなった
。
1918年に名称を王立航空協会と改めた
。1923年に協会誌のタイトルを"Aeronautical Journal" から"Journal of the Royal Aeronautical Society" に改め、1927年に雑誌、"Institution of Aeronautical Engineers Journal"を統合した。
1940年に戦時の航空機産業の拡大のに貢献するために、技術部門（Technical Department）を設立し、他の産業から航空機設計に参加する技術者に対する技術的なサポートを行った。この部門は1980年代にEngineering Sciences Data Unit (ESDU) として分離独立した。

## 賞
王立航空協会ゴールド・メダル、シルバー・メダルなどを授与している。王立航空協会ゴールド・メダルは1909年にライト兄弟、1910年にオクターヴ・シャヌート、1945年にフランク・ホイットル、1959年にマルセル・ダッソー、2012年にイーロン・マスクらが受賞している。

## 会長
以下の人物が会長を務めた
- 1886-95 第8代アーガイル公爵ジョージ・キャンベル
- 1908–11 エドワード・パーキス・フロスト
- 1927-30 ウィリアム・フォーブス＝センピル[10]
- 1930–34 チャールズ・フェアリー
- 1934–36 ジョン・ムーア＝ブラバゾン[10]
- 1954–55 シドニー・カム[10]

## 出版物
- The Journal of the Royal Aeronautical Society: ISSN 0368-3931 (1923–1967)
- The Aeronautical Quarterly: (1949-1983)
- Aerospace: (1969-1997)
- Aerospace International: ISSN 1467-5072 (1997 - 2013)
- The Aerospace Professional: (1998 - 2013)
- The Aeronautical Journal: ISSN 0001-9240 (1897 to date)
- The Journal of Aeronautical History: (2011 to date)
- AEROSPACE: ISSN 2052-451X (2013 to date)